# Court Simonne Mathieu
Court Simonne Mathieu – stadion tenisowy kompleksu Stade Roland Garros w Paryżu, na którym od 1928 roku rozgrywany jest wielkoszlemowy turniej tenisowy French Open.
Obiekt wybudowany został w marcu 2019, zaprojektował go Jean Lovera, a koszt inwestycji wyniósł 22 000 000 €. Zastąpił Court 1 wyburzony po French Open 2019. Arena została nazwana na cześć tenisistki Simonne Mathieu i jest trzecią największą w kompleksie Stade Roland Garros.
Court Simonne Mathieu ma powierzchnię 5 300 m² i znajduje się ponad 4 m pod ziemią, podczas gdy szczyt budynku osiąga 8 m. Z każdej strony kortu znajdują się dwupoziomowe trybuny, otoczone czterema szklarniami, które prezentują kolekcje botaniczne Ameryki Południowej, Afryki, Azji i Australii. Pojemność stadionu wynosi 5 290 krzesełek.
Pierwszy oficjalny mecz zagrano na obiekcie 26 maja 2019 w ramach pierwszej rundy French Open między Garbiñe Muguruzą a Taylor Townsend.